# Hahnia gigantea
Hahnia gigantea là một loài nhện trong họ Hahniidae.
Loài này thuộc chi Hahnia. Hahnia gigantea được Robert Bosmans miêu tả năm 1986.